# Catapausa albaria
Catapausa albaria är en skalbaggsart som beskrevs av Heller 1926. Catapausa albaria ingår i släktet Catapausa och familjen långhorningar. Inga underarter finns listade.